# Penske Corporation
Penske Corporation is een Amerikaanse groep van bedrijven die te maken hebben met auto's en vrachtwagens. Het bedrijf werd in 1969 opgericht door voormalig Formule 1- en NASCAR-coureur Roger Penske toen die een lokaal vrachtwagenverhuurbedrijf had opgekocht. Door uitbreiding en overnames groeide de groep tot een multinational met meer dan duizend vestigingen wereldwijd. In 2009 werd bekendgemaakt dat Penske het Amerikaanse automerk Saturn zou overnemen van het bankroete General Motors, maar die verkoop werd door de onzekere productie afgeblazen.

## Onderdelen

### Penske Automotive
Penske Automotive Group is 's werelds op een na grootste groep autoverkooppunten met anno 2012 166 vestigingen in de VS en nog eens 154 in Duitsland, Italië, Puerto Rico en het Verenigd Koninkrijk. Het beursgenoteerde PAG verkoopt zo'n veertig automerken en haalde in 2011 een omzet van 11,6 miljard US$ — waarvan 96% voor rekening van niet-Amerikaanse merken — en een winst van 177 miljoen US$.

### Penske Truck Rental
Penske Truck Rental verhuurt vrachtwagens aan particulieren en bedrijven in de VS en Canada. In 1985 kocht Penske de vrachtwagenverhuurdivisie van Hertz op. In 1992 liet men de naam Hertz vallen ten voordele van Penske.

### Penske Truck Leasing
Penske Truck Leasing leaset vrachtwagens van allerlei types aan bedrijven in de VS en Canada.

### Penske Logistics
Penske Logistics levert logistieke diensten aan in Noord- en Zuid-Amerika, Europa, China en Zuid-Afrika.

### Penske Motor Group
Penske Motor Group is een groep autohandels in de Amerikaanse staat Californië bestaande uit een aantal in de loop der jaren opgekochte autoverkopers. In 1985 werd Longo Toyota in El Monte overgenomen. Longo Toyota is de grootste autohandel ter wereld. In 2005 werden er meer dan 24.000 voertuigen verkocht.

### Penske Racing

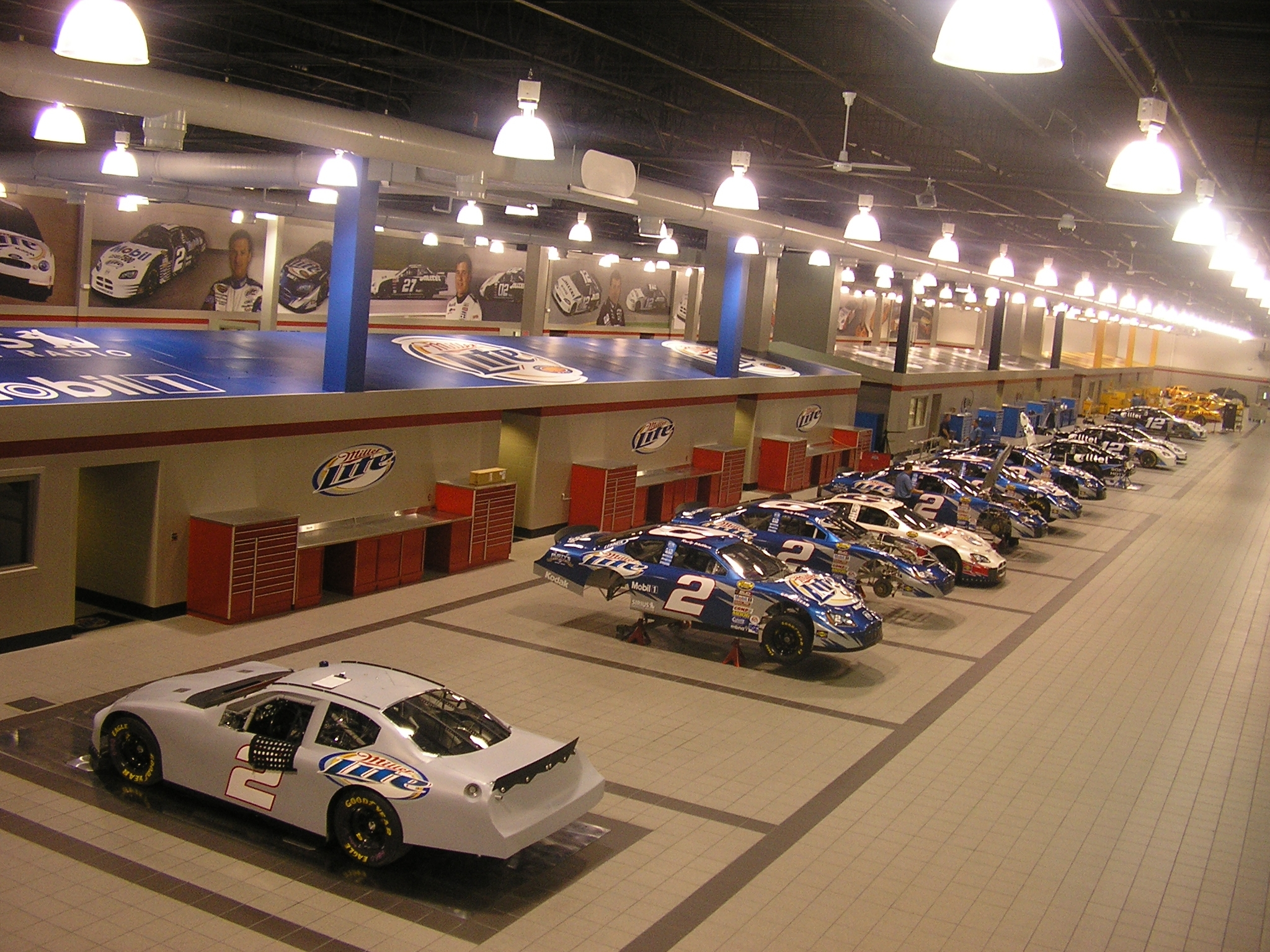
De NASCAR-garage van Penske Racing in Mooresville (North Carolina), 2005

Penske Racing is een in 1968 door Roger Penske opgerichte racestal die deelnam aan Champ Car-, IndyCar-, Indianapolis 500-, NASCAR- en American Le Mans-races. Tot 1976 nam het team ook deel aan de Formule 1.

### Truck-Lite
Truck-Lite is een wereldwijd actieve fabrikant van lampen, bedrading, spiegels en veiligheidsaccessoires voor vrachtwagens, opleggers en bedrijfsvoertuigen. Het bedrijf is gezeteld in New York en heeft vestigingen in de VS, Mexico, het VK, Duitsland, Polen, Wit-Rusland en China.

### DAVCO
DAVCO is een producent van brandstofwarmers, waterafscheiders en filtersystemen voor zware dieselmotoren in voertuigen, boten en machines. Het is de grootste dergelijke producent in Noord-Amerika. Het bedrijf werd opgericht in 1976 en is gevestigd in Saline (Michigan).

### Ilmor
Ilmor Engineering werd in 1984 opgericht in Northampton (Engeland) door Roger Penske met twee partners en General Motors om turbogeladen Chevrolet-motoren te ontwikkelen voor IndyCar-racewagens. In 1990 verhuist het hoofdkantoor naar de VS. Als Chevrolet eind 1993 besluit te stoppen met racen gaat Ilmor een partnerschap aan met Mercedes-Benz voor IndyCar- en Formule 1-races. In 2002 gaat het bedrijf ook racemotoren voor boten ontwikkelen. In 2005 wordt Mercedes-Benz uitgekocht. Ilmor heeft ongeveer 150 werknemers.

### Transportation Resource Partners
Transportation Resource Partners of TRP is een Amerikaans beleggingsfonds dat investeert in transportbedrijven en aanverwante dienstverleners. Anno 2012 investeerde het meer dan twee miljard US$ in een zestiental bedrijven, waaronder enkele dochterondernemingen van Penske Corporation.

### Commonwealth Laminating & Coating
Het Amerikaanse Commonwealth Laminating & Coating (CLC) is gevestigd in Martinsville (Virginia) en maakt onder meer fotovoltaïsche cellen, laminaat, industriële coatings en raamfilms. Het bedrijf is wereldwijd actief.

### HomeDirectUSA
HomeDirectUSA is een koerierbedrijf dat grote pakketten die een speciale behandeling vereisen, bv. meubelen of toestellen, aan huis levert in de VS en Canada. Het werd in 1999 opgericht en in 2005 overgenomen door Transportation Resource Partners, een andere dochter van Penske.

### QEK
QEK is een Amerikaanse aanbieder van fleetoplossingen in de VS en Canada, waar het opereert op vijftig locaties en 600 mensen tewerkstelt. Onder de geleverde diensten vallen analyse, wagenbeheer, fleetbeheerssoftware, wagenonderhoud en voertuigaanpassingen.

### Smith Systems
Smith Systems is een rijopleidingsinstituut dat rijlessen aanbiedt aan bedrijven met een wagenpark met speciale aandacht op het vermijden van botsingen. Het werd in 1952 opgericht en is thans actief in 98 landen. Het hoofdkantoor is gevestigd in Arlington (Texas).

### Tire Group International
Tire Group International of TGI is een multinationale bandendistributeur actief in een zeventigtal landen. Het levert banden van een veertigtal merken. Het hoofdkantoor is in Miami (Florida) gelegen.

### Versant Supply Chain
Versant Supply Chain is een in 1999 opgerichte dienstverlener op het vlak van productieketens. De onderneming is gevestigd in Memphis (Tennessee).

## Andere
- Penske bezit 51% van de Italiaanse dieselmotorenbouwer VM Motori.
- Van 1988 tot 2000 was Penske eigenaar van Detroit Diesel, een Amerikaanse producent van zware dieselmotoren.